# Eli Crane
Eli Crane, né le 3 janvier 1980 à Tucson, en Arizona, est un homme politique américain. Membre du Parti républicain, il est représentant pour le deuxième district congressionnel d'Arizona depuis 2023.

## Biographie
Crane est né le 3 janvier 1980 à Tucson, en Arizona, et a grandi à Yuma.
Crane a servi dans la marine de 2001 à 2014. Au cours de sa carrière, il a été membre des United States Navy SEAL et a été déployé cinq fois. Après avoir quitté l'armée, Crane a cofondé Bottle Breacher, une société qui fabrique des ouvre-bouteilles à partir de douilles de calibre 50. Crane et son épouse ont présenté le produit dans un épisode de Shark Tank et ont reçu des investissements de Kevin O'Leary et Mark Cuban,.

## Politique
Pendant sa campagne de 2022 pour le deuxième district congressionnel d'Arizona, Crane a été soutenu par Donald Trump. Crane a remporté la primaire républicaine d'août 2022, en battant notamment le représentant de l'État Walter Blackman. Il remporte ensuite l'élection générale contre le représentant démocrate Tom O'Halleran.
Membre du Freedom Caucus, il fait partie des élus républicains s'opposant à l'élection de Kevin McCarthy comme président de la Chambre des représentants en janvier 2023. Il est également l'un des huit élus républicains à soutenir sa destitution en octobre 2023.
Candidat à un deuxième mandat en 2024, il remporte largement la primaire républicaine contre un adversaire soutenu par Kevin McCarthy, avant d'être réélu le 5 novembre suivant.